# Bo Svenson

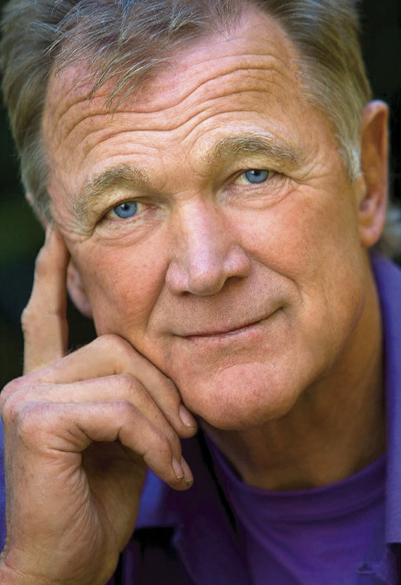
Bo Svenson

Boris Lee Holder „Bo“ Svenson (* 13. Februar 1941 in Göteborg, Schweden) ist ein schwedisch-US-amerikanischer Filmschauspieler, Filmregisseur, Drehbuchautor und Filmproduzent.

## Leben
Der Sohn einer russischen Mutter und eines schwedischen Vaters emigrierte bereits als Teenager in die Vereinigten Staaten, wo er zwischen 1959 und 1965 beim United States Marine Corps diente. Seinen ersten Fernsehauftritt hatte Svenson 1965 in einer Episode der Fernsehserie Flipper, wonach er kontinuierlich auf dem Bildschirm präsent blieb. Vor allem spielte er nordeuropäische Typen, häufig Bösewichte. Zudem ist er Mitglied der Academy of Motion Picture Arts and Sciences.
Darüber hinaus machte er sich als Leistungssportler einen Namen, unter anderem in den Bereichen Judo, Eishockey und Autorennen. Seine sportliche Qualifikation sicherte ihm auch eine gute Position im Genre des Actionfilms.
Svenson ist verheiratet, hat drei Töchter und lebt in Pacific Palisades, Kalifornien.

## Filmografie (Auswahl)

### Schauspieler

#### Film
- 1973: Maurie
- 1975: Der Große aus dem Dunkeln, Teil 2 (Walking Tall Part II)
- 1975: Ein Orkan von Blei (Breaking Point)
- 1975: Tollkühne Flieger (The Great Waldo Pepper)
- 1976: Der lange Kalifornier (Special Delivery)
- 1977: Blutzoll (Portrait of a Hitman)
- 1977: Der Große aus dem Dunkeln, Teil 3 (Walking Tall Final Chapter)
- 1978: Ein Haufen verwegener Hunde (Quel maledetto treno blindato)
- 1978: Der Superbulle räumt die Wüste auf (Il figlio dello sceicco)
- 1979: Die Bullen von Dallas (North Dallas Forty)
- 1979: Weiße Sklavin der grünen Hölle (Gold of the Amazon Women)
- 1980: Overkill – Durch die Hölle zur Ewigkeit (Fukkatsu no hi)
- 1981: Mrs. Lynch (Night Warning)
- 1983: Thunder
- 1984: Giant Killer (Impatto mortale)
- 1984: Sag’ nie wieder Indio (Cane arrabbiato)
- 1985: Der einsame Kämpfer (On Dangerous Ground)
- 1985: Wizards of the Lost Kingdom
- 1986: Delta Force (The Delta Force)
- 1986: Delta Force Commando
- 1986: Der rechte Arm der Götter (Long xiong hu di)
- 1986: Heartbreak Ridge (Heastbreak Ridge)
- 1986: Thunder 2
- 1986: White Phantom
- 1987: Brothers in Blood (La sporca insegna del coraggio)
- 1987: Deep Space
- 1987: Das dreckige Dutzend III – Die tödliche Mission (Dirty Dozen: The Deadly Mission)
- 1987: Der Kampfgigant (Double Target)
- 1987: Running Hero (Running Combat)
- 1987: Wartime (Movie in Action)
- 1988: Animal Rage (Primal Rage)
- 1989: Amok Train (Beyond the Door III)
- 1989: The Bite (The Bite)
- 1989: C.C. Action (The Kill Reflex)
- 1992: Private Obesssion
- 1995: Steel Frontier
- 1997: Speed 2 (Speed 2: Cruise Control)
- 2004: Das fremde Gesicht (I’ve Been Seeing You)
- 2004: Kill Bill – Volume 2 (Kill Bill: Vol. 2)
- 2009: Icarus
- 2009: Inglourious Basterds
- 2010: Sindbads Abenteuer – Der wahre Prinz von Persien (The 7 Adventures of Sinbad)

#### Fernsehen
- 1965: Flipper
- 1968: Kobra, übernehmen Sie (Mission: Impossible)
- 1969: Der Chef (Ironside)
- 1969: High Chaparral
- 1970: Die Leute von der Shiloh Ranch (The Virginian)
- 1971: Ein Sheriff in New York (McCloud)
- 1973: Frankenstein
- 1982: Magnum (Magnum, P.I.)
- 1983: Ein Colt für alle Fälle (The Fall Guy)
- 1983: Jeanny – Krankhaft besessen von Eifersucht (Jealousy)
- 1984: Hunter (Fernsehserie, Folge 1x05: Wie in einem Western)
- 1985: Die Fälle des Harry Fox (Crazy Like a Fox)
- 1988: Mord ist ihr Hobby (Murder, She Wrote)
- 1993: Das Gesetz der Straße (Street Justice)
- 1999: Ein Mountie in Chicago (Due South)
- 2002: JAG – Im Auftrag der Ehre (JAG)

## Auszeichnungen
- 1974: NAACP Image Award – Nominierung für Maurie
- 1975: Golden Apple Award – Nominierung Male New Star of the Year
- 1982: Golden Scroll of Merit für Night Warning